# 聖赫羅尼莫德圖南區
聖赫羅尼莫德圖南區（西班牙語：Distrito de San Jerónimo de Tunán），是秘魯的一個區，位於該國中部胡寧大區的萬卡約省，始建於1854年10月5日，面積20.99平方公里，海拔高度3,274米，2005年人口9,161，人口密度每平方公里440人。